# Вольфрамат неодима
Вольфрамат неодима — неорганическое соединение,
соль неодима и вольфрамовой кислоты
с формулой Nd2(WO4)3,
кристаллы,
не растворяется в воде,
образует кристаллогидраты.

## Получение
- Спекание оксидов неодима и вольфрама:

{\displaystyle {\mathsf {Nd_{2}O_{3}+3WO_{3}\ {\xrightarrow {1000^{o}C}}\ Nd_{2}(WO_{4})_{3}}}}
- Реакция вольфрамата натрия и нитрата неодима:

{\displaystyle {\mathsf {3Na_{2}WO_{4}+2Nd(NO_{3})_{3}\ {\xrightarrow {}}\ Nd_{2}(WO_{4})_{3}\cdot 9H_{2}O\downarrow +6NaNO_{3}}}}

## Физические свойства
Вольфрамат неодима образует кристаллы
моноклинной сингонии,
пространственная группа A 2/a,
параметры ячейки a = 1,151 нм, b = 1,159 нм, c = 0,775 нм, β = 109,67°
.
Не растворяется в воде, этаноле и ацетоне.
Образует кристаллогидрат состава Nd2(WO4)3•9H2O.

## См.также
Вольфрамовая кислота